# Irma la Douce

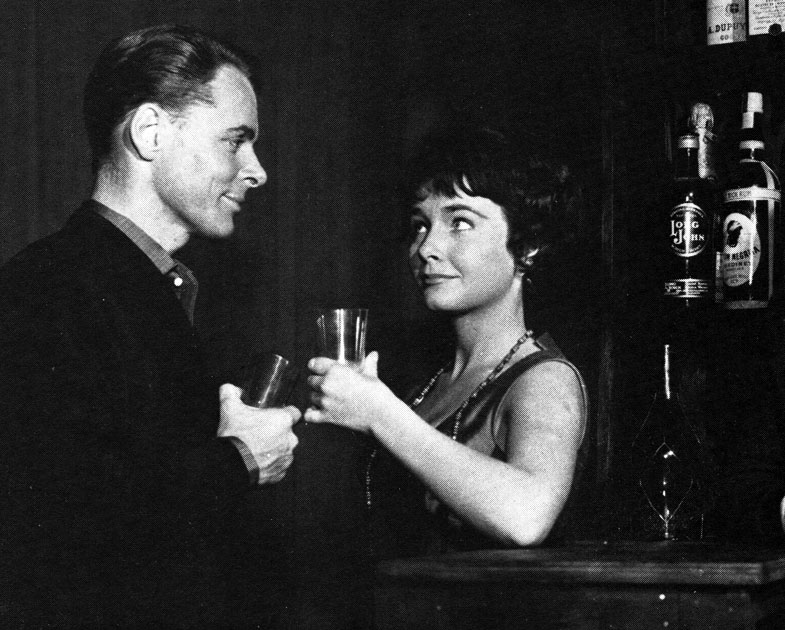
Lena Granhagen och Sven Lindberg i den svenska uruppsättningen på Scalateatern 1959.

Irma la Douce är en fransk musikal med musik av Marguerite Monnot och sångtexter och libretto av Alexandre Breffort.

## Historia
Musikalen hade urpremiär på Théâtre Gramont i Paris den 12 november 1956. Den spelades där 1 512 gånger under fyra års tid och blev en världssuccé.
I Sverige gavs den första uppsättningen på Scalateatern 1959 med Sven Lindberg och Lena Granhagen i huvudrollerna. I övriga roller bland andra Olof Thunberg, Toivo Pawlo, Nils Hallberg, Sune Mangs och Sten Lonnert.

## Handling
Musikalen utspelas till stor del i Paris undre värld. Irma "la Douce" ('Irma den ljuva') är en framgångsrik prostituerad i Paris. En fattig juridikstudent, Nestor le Fripé, blir förälskad i henne och svartsjuk på hennes kunder. För att få ha Irma för sig själv, klär han ut sig till en äldre herre, herr Oscar, och betalar 10 000 francs per besök hos Irma. Hon betalar i sin tur för Nestors studier med de intäkter som hon får från herr Oscar. Pengar vandrar nu fram och tillbaka, medan Nestor spelar sin tämligen orealistiska dubbelroll.  
Till sist blir Irma så förtjust i herr Oscar, att hon tänker lämna Nestor för honom. Nestor blir därför allt mera svartsjuk och låter till sist Oscar försvinna. Han blir då anklagad och dömd för mord på den påhittade Oscar och förvisad till Djävulsön. Anländ dit, får han veta att Irma väntar barn, så han flyr tillsammans med några medfångar. Vid återkomsten till Paris lyckas han bevisa sin oskuld och återförenas med Irma på julafton.  

## Filmversion
Berättelsen blev 1963 en talfilm av Billy Wilder, Irma la Douce, med Jack Lemmon och Shirley MacLaine i huvudrollerna.

## Diskografi
- Irma la Douce. Nya Scalateaterns svenska originalversion. LP. 1959.